# 新泰綜合醫院

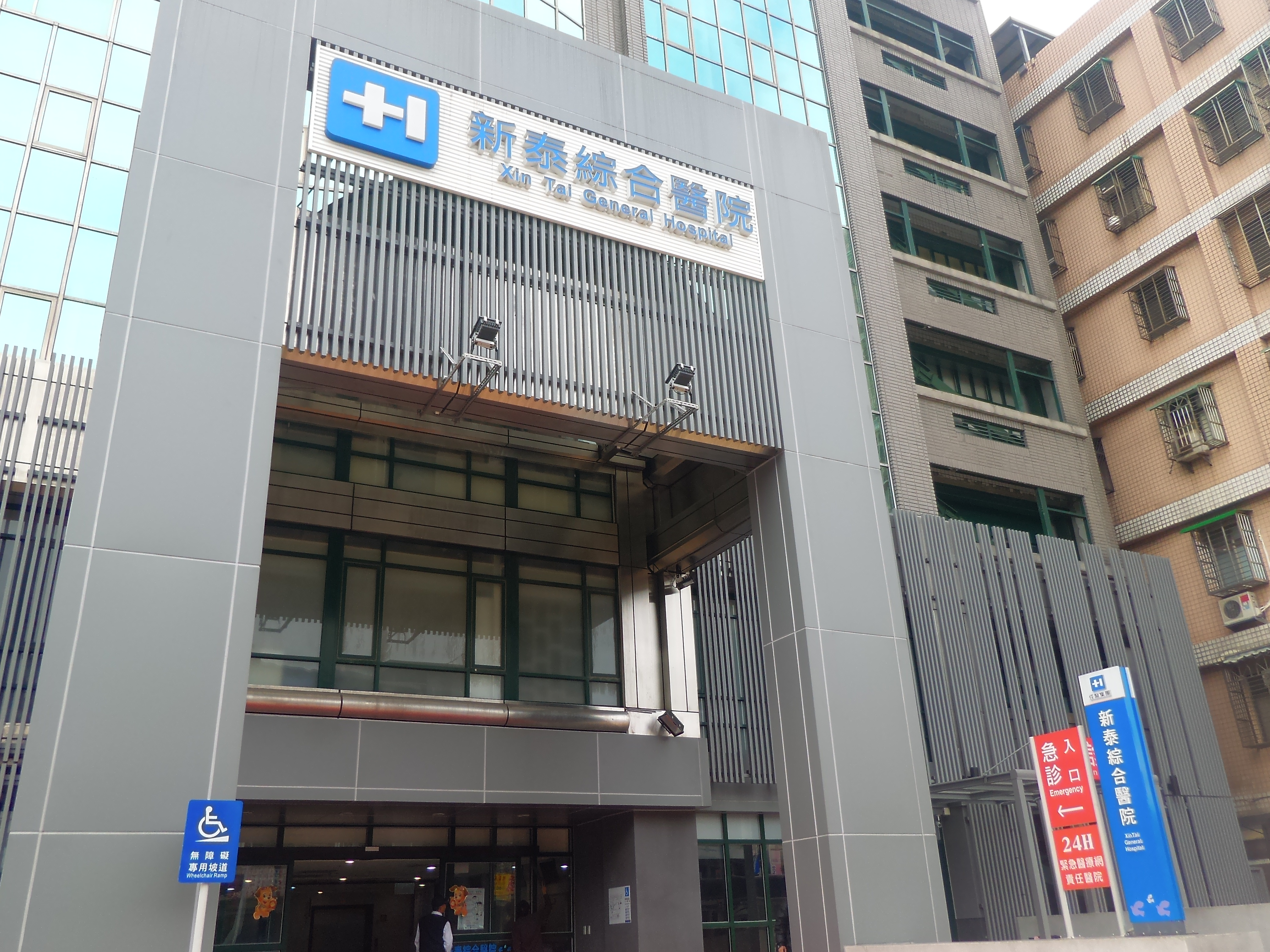
新莊新泰醫院新址

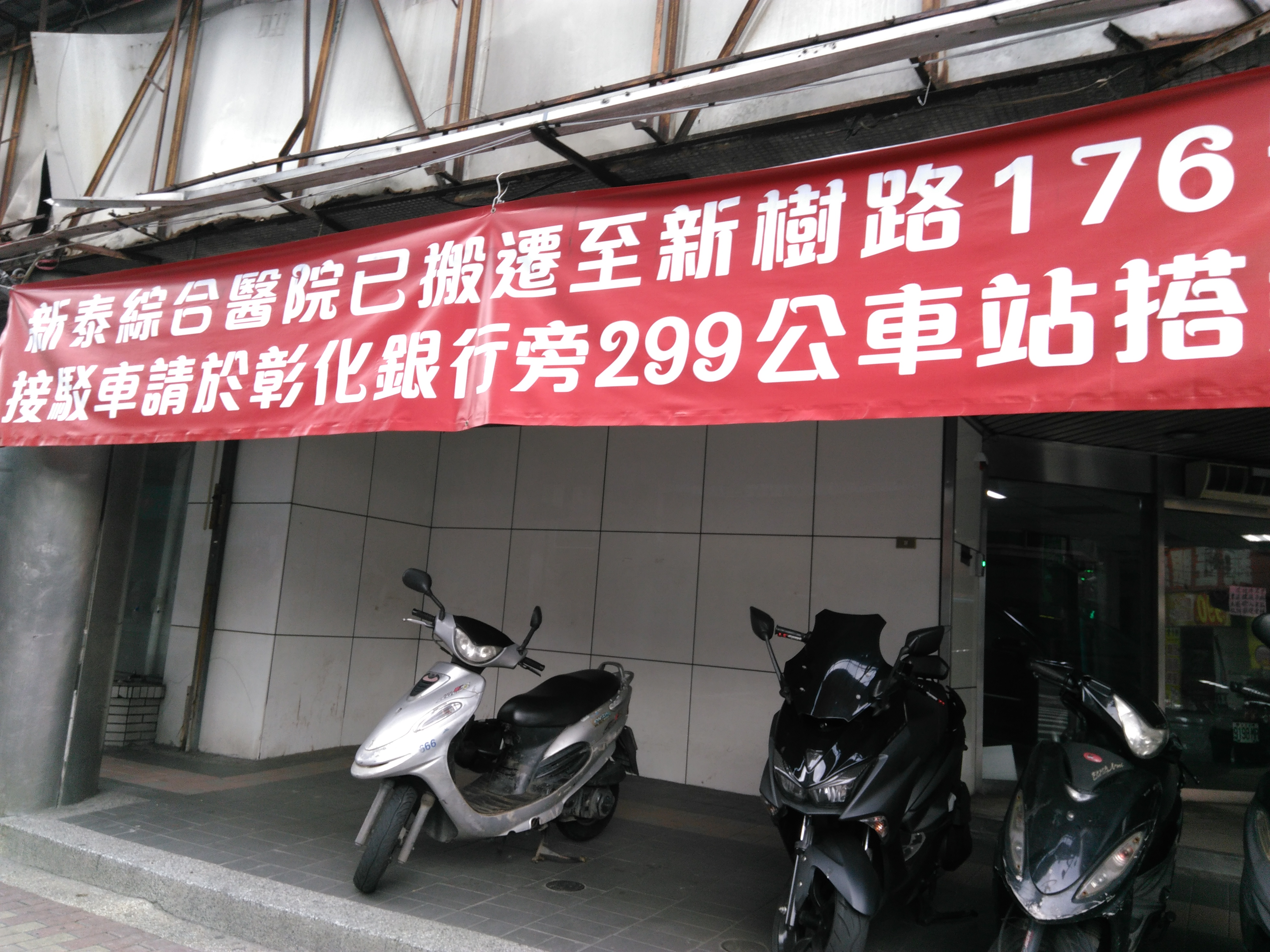
新莊新泰醫院舊址

新泰綜合醫院，簡稱新泰醫院，為臺灣新北市新莊區的一家私立醫院，1956年創院，原稱安生婦產科，後改新莊安生醫院，主要服務婦產科項目，也兼收車禍外傷病患。
1996年，由臺北榮民總醫院胸腔內科前醫師郭明隆入主，並改名為新泰綜合醫院，改設內科、外科、婦產科、小兒科、眼科、復健科與洗腎中心，主要提供門診、急診醫療服務，定期在新莊區各活動中心舉辦義診和心肺復甦術訓練。院內也提供免費血壓檢查服務、健康諮詢、衛生教育宣導，2017年11月，自原地點搬遷至新莊區新樹路。

## 外部連結
- 新泰綜合醫院 （页面存档备份，存于）（中文）（英文）